# Нецо Гарвански
Нецо Тодоров Гарвански е български комунистически партизанин.

## Биография
Роден е през 1907 г. в ботевградското село Липница. От 1927 г. е член на БКП. Между 1933 и 1934 г. е ръководител на нелегалната печатница на ЦК на БКП. От 1943 г. е партизанин и командир на Червенобрежки партизански отряд „Георги Бенковски“. След Втората световна война е председател на Градския народен съвет в Червен бряг.. Бил е председател на ТКЗС в село Литаково, директор на машинно-тракторна станция в Ботевград. От 1960 до 1965 г. е секретар на Градския комитет на БКП в Ботевград. Автор е на спомени „Не всичко може да се забрави“, 1980.